# HD 71487
HD 71487 è una stella bianco-azzurra nella sequenza principale di magnitudine 6,7 situata nella costellazione della Poppa. Dista 613 anni luce dal sistema solare.

## Osservazione
Si tratta di una stella situata nell'emisfero celeste australe. La sua posizione moderatamente australe fa sì che questa stella sia osservabile specialmente dall'emisfero sud, in cui si mostra alta nel cielo nella fascia temperata; dall'emisfero boreale la sua osservazione risulta invece più penalizzata, specialmente al di fuori della sua fascia tropicale. Essendo di magnitudine pari a 6,7, non è osservabile ad occhio nudo; per poterla scorgere è sufficiente comunque anche un binocolo di piccole dimensioni, a patto di avere a disposizione un cielo buio.
Il periodo migliore per la sua osservazione nel cielo serale ricade nei mesi compresi fra dicembre e maggio; nell'emisfero sud è visibile anche all'inizio dell'inverno, grazie alla declinazione australe della stella, mentre nell'emisfero nord può essere osservata limitatamente durante i mesi della tarda estate boreale.

## Sistema stellare
HD 71487 è un sistema multiplo formato da 3 componenti. La componente principale A è una stella di magnitudine 6,7. La componente B è una ipergigante bianca di magnitudine 7,9, separata da 8,1 secondi d'arco da A e con angolo di posizione di 124 gradi. La componente C è di magnitudine 8,1, separata da 0,1 secondi d'arco da B e con angolo di posizione di 351 gradi.